# Риччи, Марио (партизан)
Ма́рио Ри́ччи (итал. Mario Ricci; 20 мая 1908 — 18 августа 1989) — итальянский партизан, участник Движения Сопротивления в Италии во время Второй мировой войны. Кавалер высшей награды Италии за подвиг на поле боя — золотой медали «За воинскую доблесть» (1953).

## Биография
Родился 20 мая 1908 года в городе Павулло-нель-Фриньяно провинции Модена региона Эмилия-Романья, Королевство Италия.
Работал лесорубом до 1931 года, когда он был вынужден эмигрировать во Францию, спасаясь от преследования фашистами. В течение пяти лет работал официантом в отеле в Ле-Лаванду, затем отправился в Испанию, где принял участие в гражданской войне в составе республиканской 12-й интернациональной бригады против националистов генерала Франко.
После поражения республиканцев Риччи был вновь отправился во Францию. В сентябре 1939 года, как выходец из Италии, он был арестован и помещён сначала в тюрьму в Тулоне, затем интернирован в лагерь Верне, где он пробыл до сентября 1941 года. По возвращении из лагеря, он снова был арестован фашистской полицией в Ментоне, и отправлен на остров Вентотене для отбывания пятилетнего срока заключения.
Вскоре после того как правительство Бадольо объявило нейтралитет Италии во Второй мировой войне, он был призван в армию. 8 сентября 1943 года вместе с коммунистом Демосом Малавази (итал. Demos Malavasi), с которым познакомился в Вентотене, находился в казарме в городе Маранелло, когда части вермахта и местные фашисты попытались захватить итальянских военных. Риччи удалось бежать, и к весне 1944 года, используя свой опыт гражданской войны в Испании, стал одним из главных организаторов партизанского движения на Апеннинах к югу от Модены. Ему удалось объединить небольшие партизанские отряды, действовавшие в горах, и летом 1944 года «Группа армий Эмилия Центр» (итал. Corpo d'Armata Centro Emilia) во главе с «командующим Армандо» насчитывала около пяти тысяч партизан, что заметно усложняло жизнь для оккупационных войск вермахта и итальянских фашистов.
В 1953 году за свои организаторские заслуги был награждён золотой медали «За воинскую доблесть».
Из представления к награде:

Организатор и вдохновитель сопротивления на эмилийских Апеннинах, проявил в себе выдающиеся таланты организатора и руководителя. Смелый и решительный, он заслужил восхищение бойцов и приобрёл широкую известность в рядах партизан. Регулярные и однозначные подтверждения его заслуг достигли своей высшей точки, когда с 13 по 19 июня 1944 года он провёл атаку на сильно укреплённые позиции врага в Монтефьорино и в тяжёлых боях сломил сопротивление противника, освободив большую территорию и взяв её под свой контроль на длительное время. Трудолюбивый, выносливый, всегда на своём месте, продолжал упорную борьбу вплоть до освобождения, участвуя в боях против превосходящих сил противника.
Апеннины, сентябрь 1943 — апрель 1945.
Оригинальный текст (итал.)Promotore ed animatore della lotta di resistenza nell’Appennino Emiliano, da posti di grande responsabilità e di elevato comando metteva in luce esimie doti di organizzatore e di capo. Coraggioso e deciso, si imponeva all’ammirazione dei combattenti riscuotendo larga fama fra le fila partigiane. Ripetute e chiare le prove di valore da lui fornite e particolarmente distinto il contegno da lui tenuto dal 13 al 19 giugno 1944 attaccando, in quel di Monte fiorino, munite posizioni fortemente presidiate, vincendo in duri combattimenti la resistenza nemica e liberando una vasta zona di territorio del quale manteneva per qualche tempo il controllo. Infaticabile, ardito, sempre presente, continuava strenuamente nella lotta sino alla liberazione impegnando in combattimento intiere grandi unità nemiche. 

Appennino Tosco Emiliano, settembre 1943 - aprile 1945.

После войны Марио Риччи был назначен мэром Павулло-нель-Фриньяно местным отделением Комитета национального освобождения (CLN). После победы на выборах мэра в 1946 году подтвердил своё назначение и занимал эту должность вплоть до 1965 года. Был также членом в Палате представителей и президентом ассоциации итальянских партизан (ANPI) в провинции Модена.
Умер 18 августа 1989 года в городе Павулло-нель-Фриньяно.

## Награды
- Золотая медаль «За воинскую доблесть» (1953)